# Messier 19
A Messier 19 (más néven M19 vagy NGC 6273) gömbhalmaz a Kígyótartó csillagképben.

## Felfedezése
Az M19 gömbhalmazt Charles Messier fedezte fel, majd katalogizálta 1764. június 5-én. A halmaz egyike Messier saját felfedezéseinek. William Herschel volt az első, aki csillagokra tudta bontani a halmazt.

## Megfigyelési lehetőség
Az M19 a Tejútrendszerben található Antares csillagtól 8 fokra keletre könnyen megtalálható.